# Kadiolo
Kadiolo è un comune rurale del Mali, capoluogo del circondario omonimo, nella regione di Sikasso.
Il comune è composto da 20 nuclei abitati:
- Borogoba
- Fima
- Dogbélédougou
- Gninasso
- Kadiolo
- Kafono
- Kambo
- Kankonoma
- Kankourougou
- Karagouan

- Kotamani
- Lofigué
- Lofiné
- N'Golona
- Nakomo
- Nianfigolodougou
- Pourou
- Tiébizédougou
- Touban
- Ziékoundougou